# Daillancourt
Daillancourt és un municipi francès situat al departament de l'Alt Marne i la regió del Gran Est. El 2017 tenia 67 habitants. Es tracta d'un poble tranquil de la part alta de la vall del Blaise, un riu de 85 km que desemboca en el Marne.